# Gudmundus Chryselius
Gudmundus Chryselius, föddes 1654 i Linköpings församling, Östergötlands län, död 1715 i Grebo församling, Östergötlands län, var en svensk präst.

## Biografi
Gudmundus Chryselius föddes 1654 i Linköpings församling. Han var son till kyrkoherden Johannes Gudmundi och Anna Prytz i Lofta församling. Chryselius studerade i Linköping och blev 4 november 1674 student vid Uppsala universitet, Uppsala. Han stod första gången med i Östgöta nations matrikel 1675. Den 3 mars 1683 prästvigdes Chryselius och han blev 1684 komminister i Loftahammars församling, Lofta pastorat. Han blev 1693 kyrkoherde i Grebo församling, Grebo pastorat och tillträde 1694. Chryselius avled 1715 i Grebo församling och begravdes 22 juli samma år.

### Familj
Chryselius gifte sig första gången 6 januari 1685 med Anna von Mellen. Hon var dotter till fältskäraren Henric von Mellen och Catharina Töhle i Nyköping. De fick tillsammans barnen gymnasisten Johan Chryselius (1685–1706) i Linköping, mönsterskrivaren Jacob Chryselius (1687–1719), Henric Chryselius (född 1689) och Georg Chryselius (född 1692).
Chryselius gifte sig andra gången med Agneta Bornæus (död 1732). Hon var dotter till kyrkoherden Andreas Bornæus och Hofrænius i Grebo församling. Agneta Bornæus hade tidigare varit gift med kyrkoherden Jonas Kjörling i Grebo församling.